# Lúčky (okres Ružomberok)
Lúčky jsou obec na Slovensku v  Žilinském kraji, okrese Ružomberok na Liptově. V roce 2017 zde žilo 1 779 obyvatel. První písemná zmínka o obci pochází z roku 1266. Je to lázeňská obec v Chočských vrších nedaleko Ružomberka. Obec leží od hlavního města Bratislavy 274 km, krajského města Žiliny 73,4 km a okresního města Ružomberok 14,6 km.

## Historie
Na území dnešní obce Lúčky bylo osídlení v eneolitu, bylo tu nalezeno sídliště kultury s kanelovanou keramikou a hromadný nález bronzových nádob z mladší doby bronzové. Obec se vzpomíná v roce 1287 v predikátu Dionýsa z Lúčiek jako Luchk. Pozdější varianty názvu jsou z roku 1469 jako Łuczka a z roku 1773 jako Lucky; maďarsky Lucski. Patřila hradnímu panství Likava.
V roce 1948 vyhořela třetina obce.

## Přírodní poměry
Obec leží obklopena lesy v Chočských vrších, jen z jižní strany je otevřené údolí směrem do Liptovské Teplé a nedalekých Kalamen. Nad obcí ční Veľký Choč (1608 m), dominantní vrch Dolního Liptova i Oravy. Ze severní strany leží vrch Plieška (977 m), ze západní Smrekov (1024 m), ve kterém je i nepřístupná jeskyně s délkou 105 m a ze severozápadní vrch Malý Choč (1465 m). Při severní hranici katastru leží sedlo Vrchvarta (820 m). Sousedí s 10 obcemi : Malatiná, Jasenová, Leštiny, Osádka, Vyšný Kubín, Lisková, Turík, Kalameny, Liptovská Teplá a Valaská Dubová.
Správním územím obce protéká říčka Teplianka a leží v něm národní přírodní památka Lúčanský vodopád, přírodní památka Lúčanské travertíny a část národní přírodní rezervace Choč.

## Rozdělení
Obec je přirozeně rozdělena na dvě části, samotnou obec a lázně. Uprostřed obce se nachází Lúčanské travertiny a Lúčanský vodopád, které tvoří jakousi přirozenou hranici mezi obcí a lázněmi.

## Fotogalerie

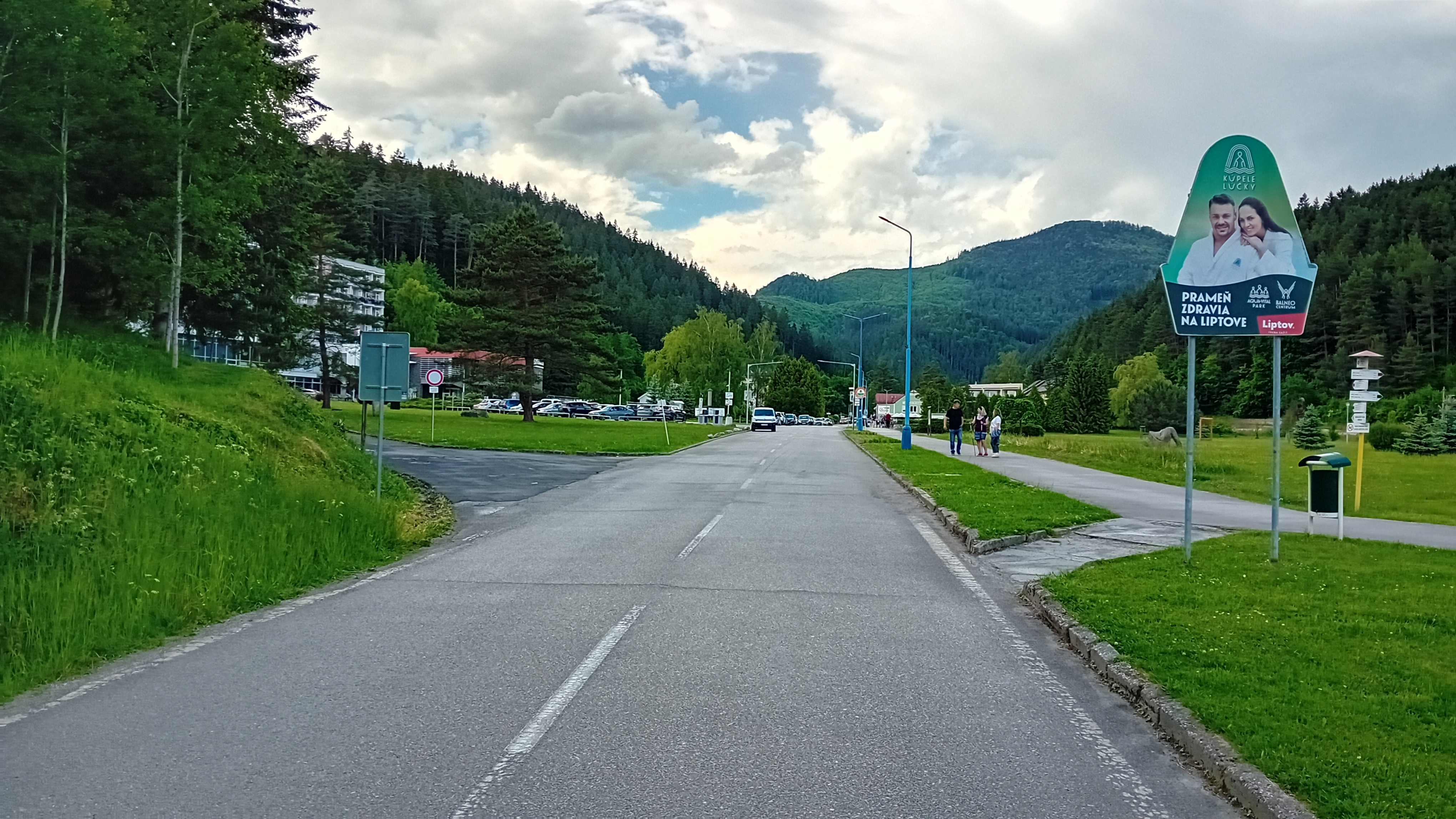
Lázně
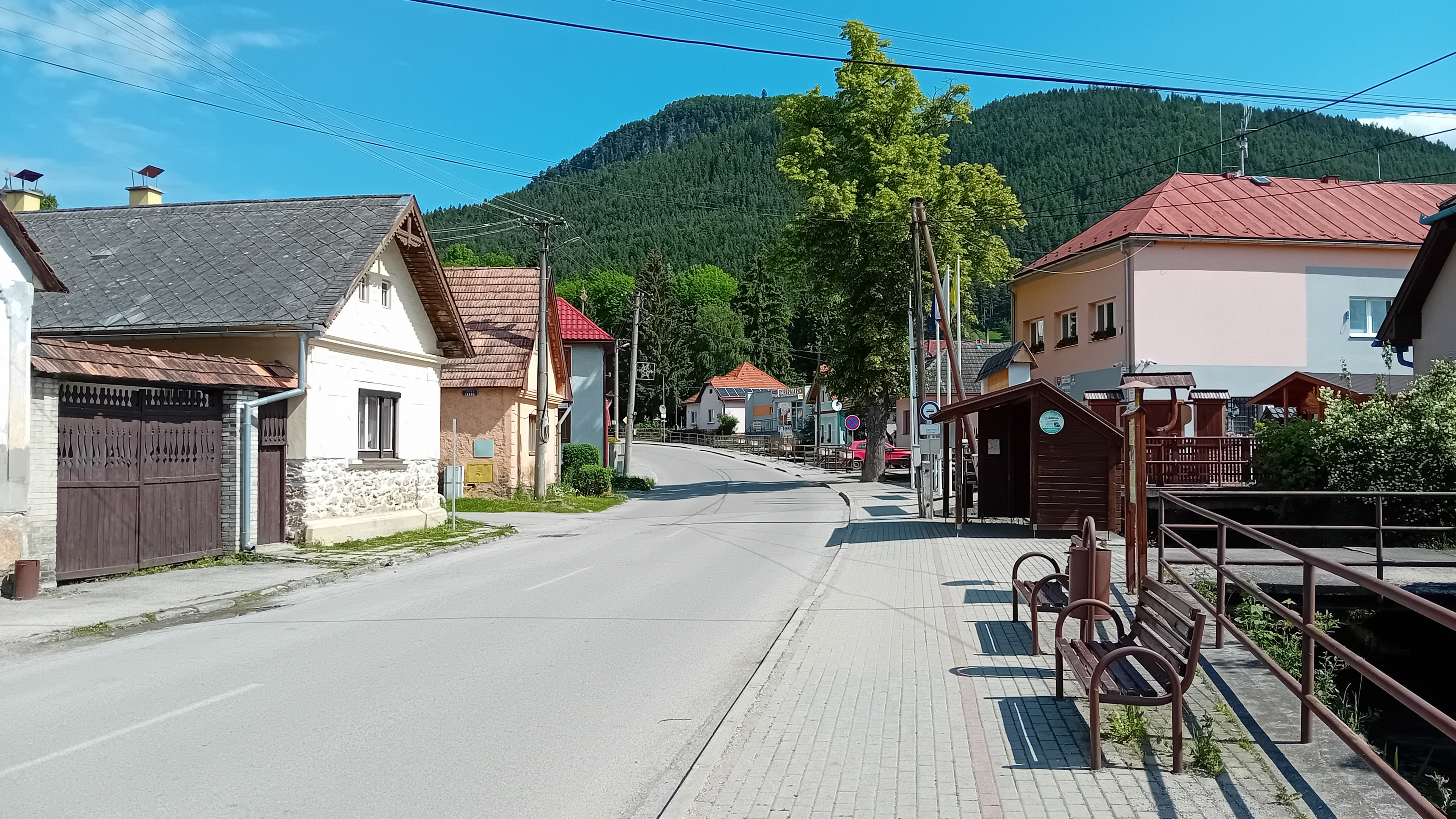
Zástavba
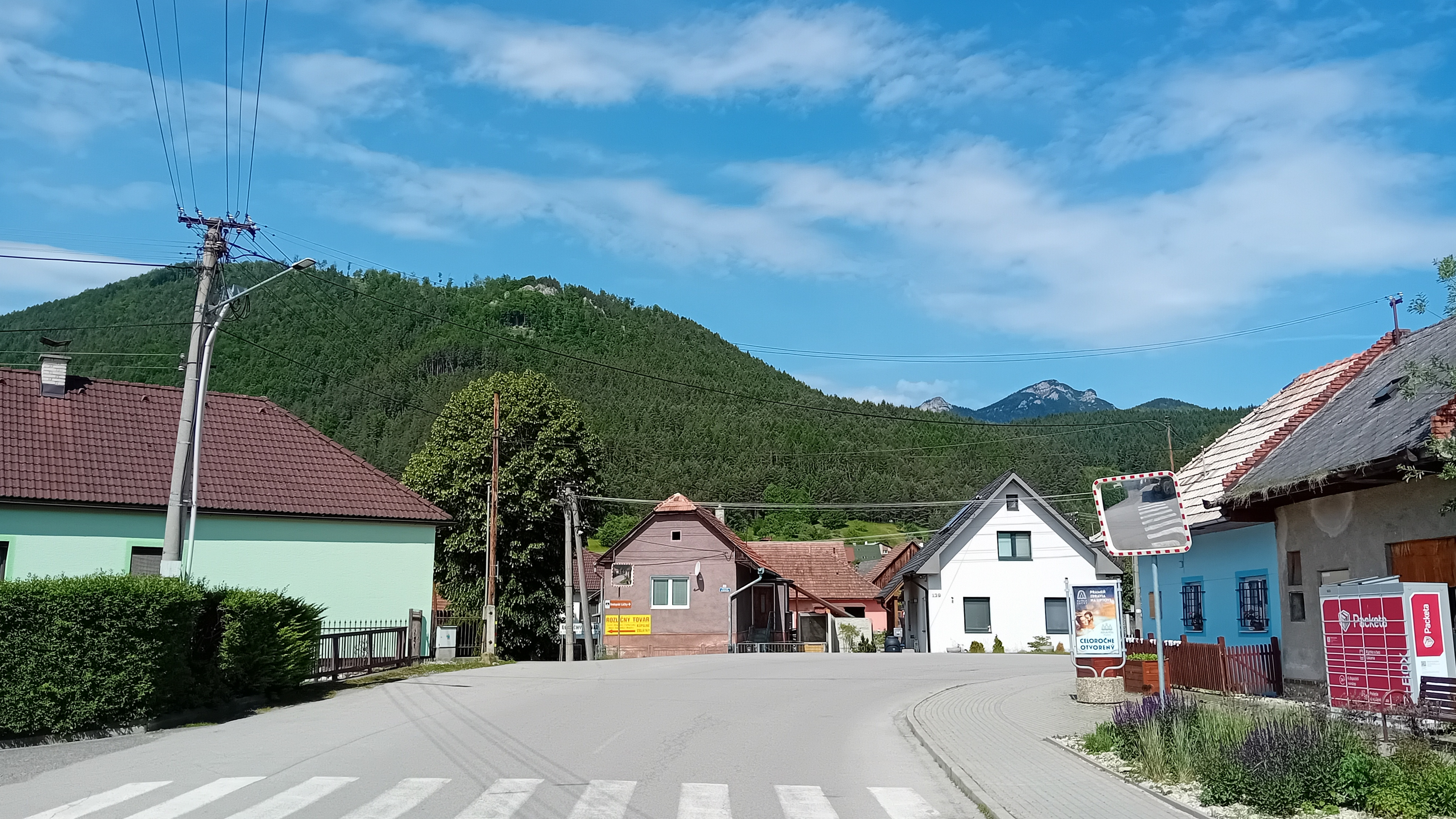
Zástavba obce s horami v pozadí
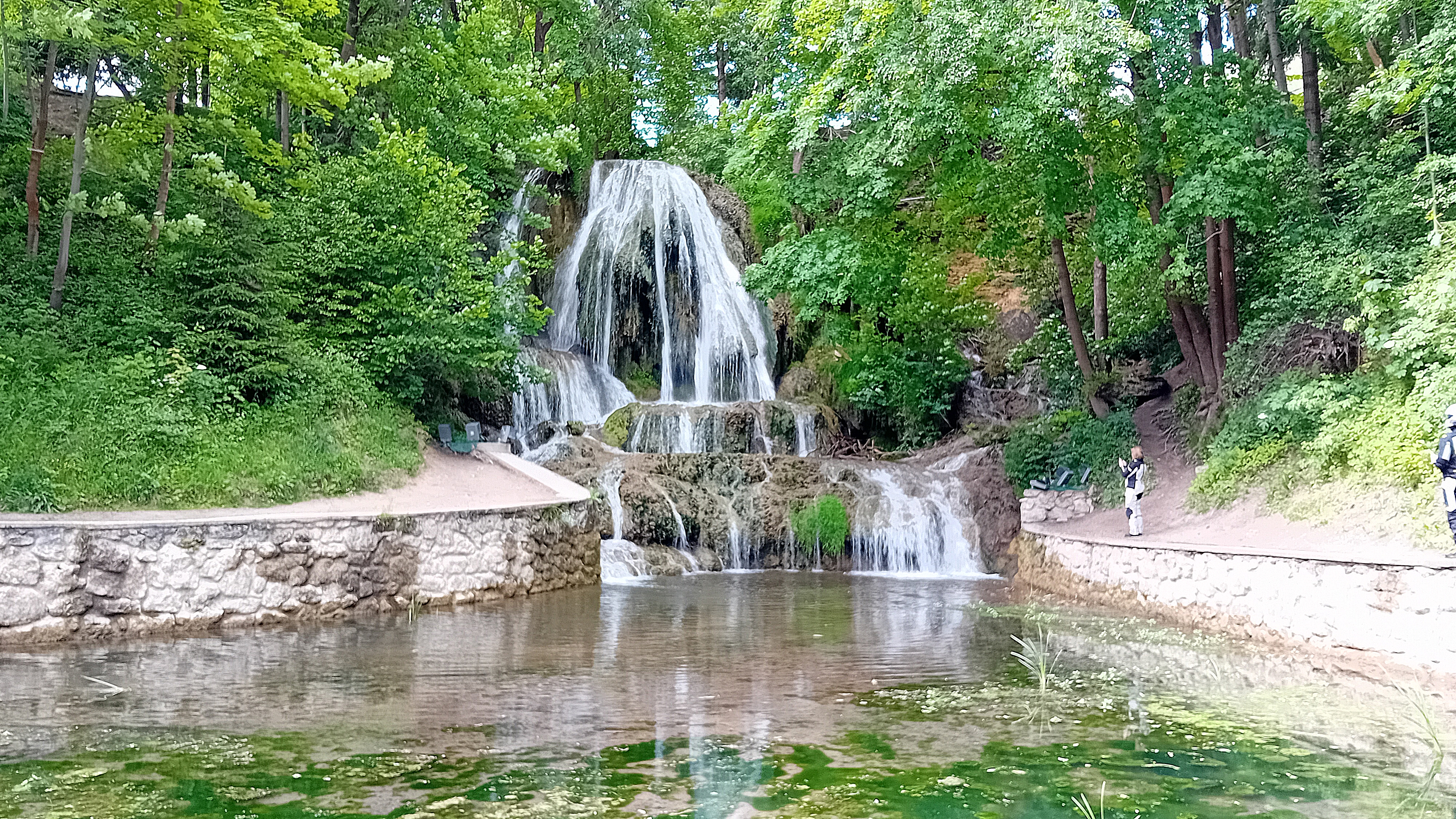
Lučanský vodopád
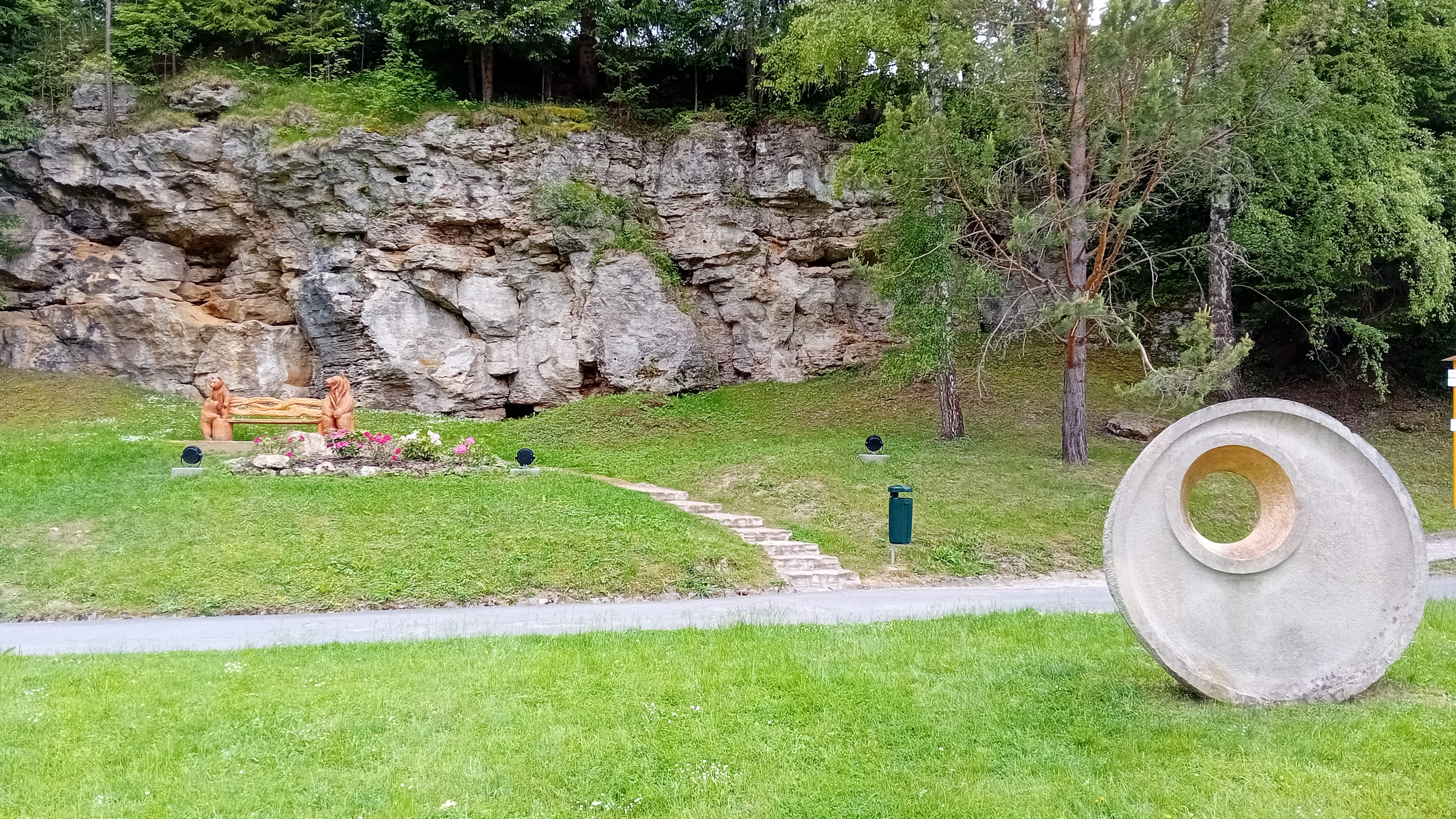
Lučanské travertiny
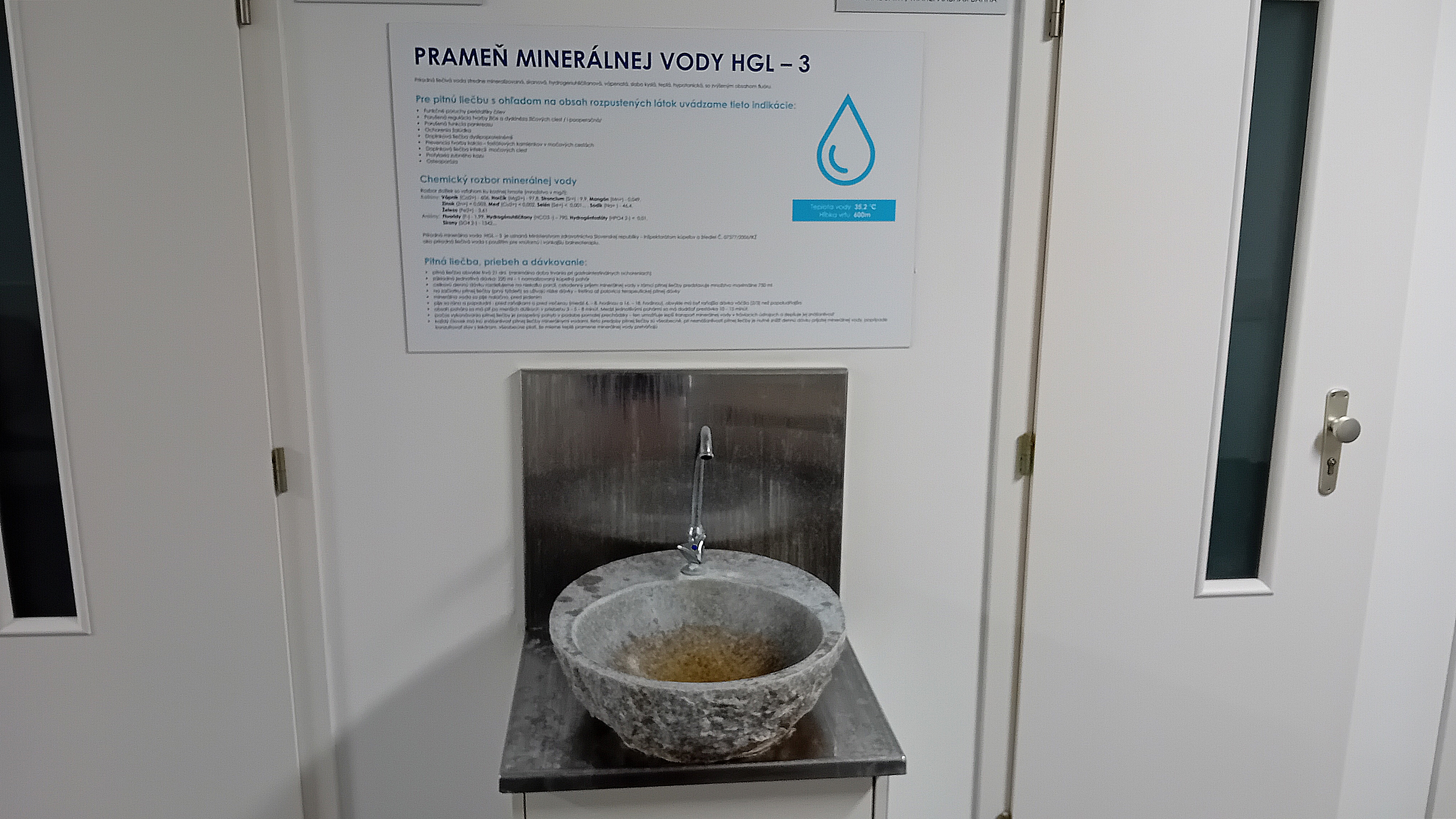
Pramen HGL 3
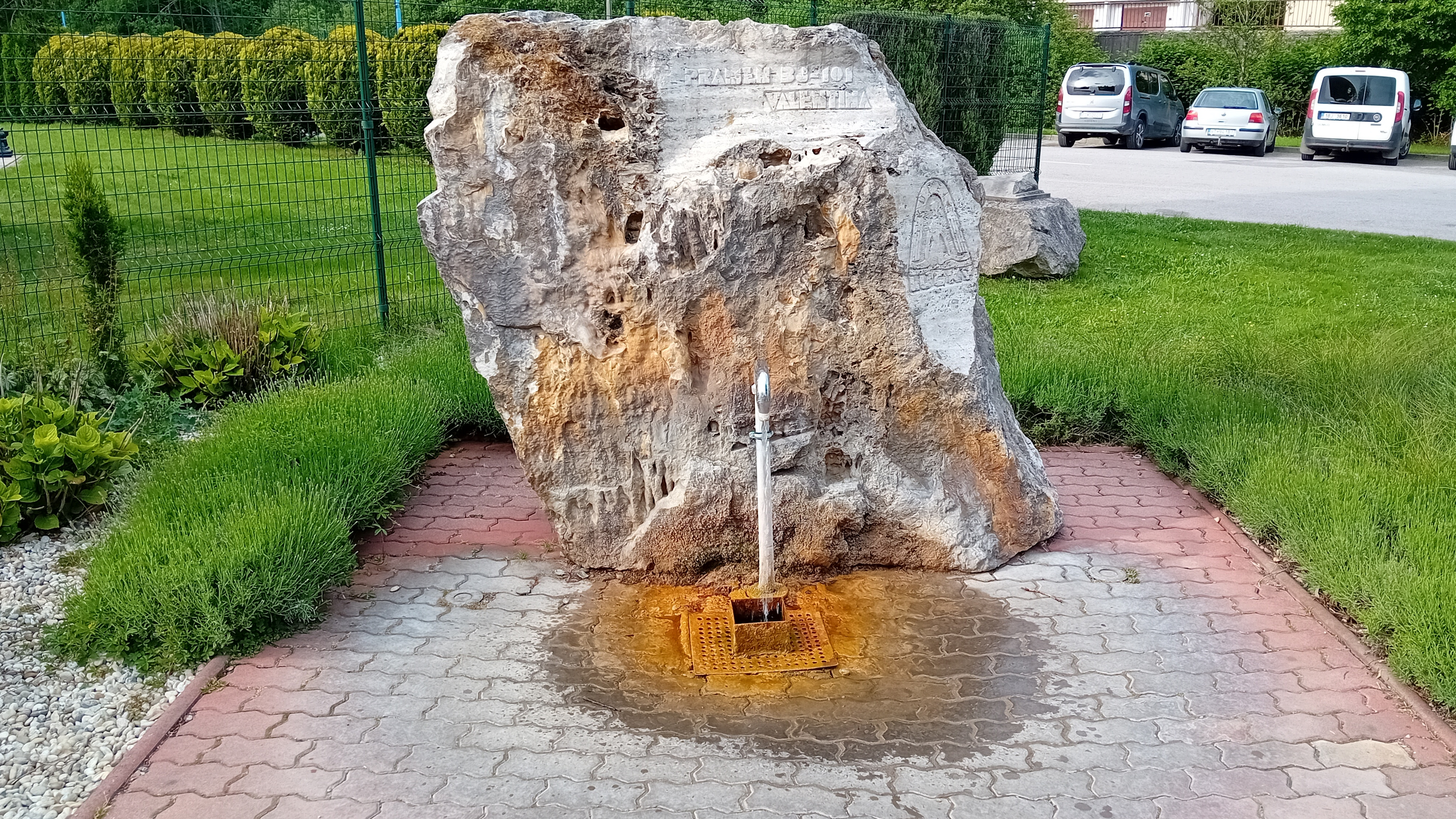
Pramen Valentína BJ-101
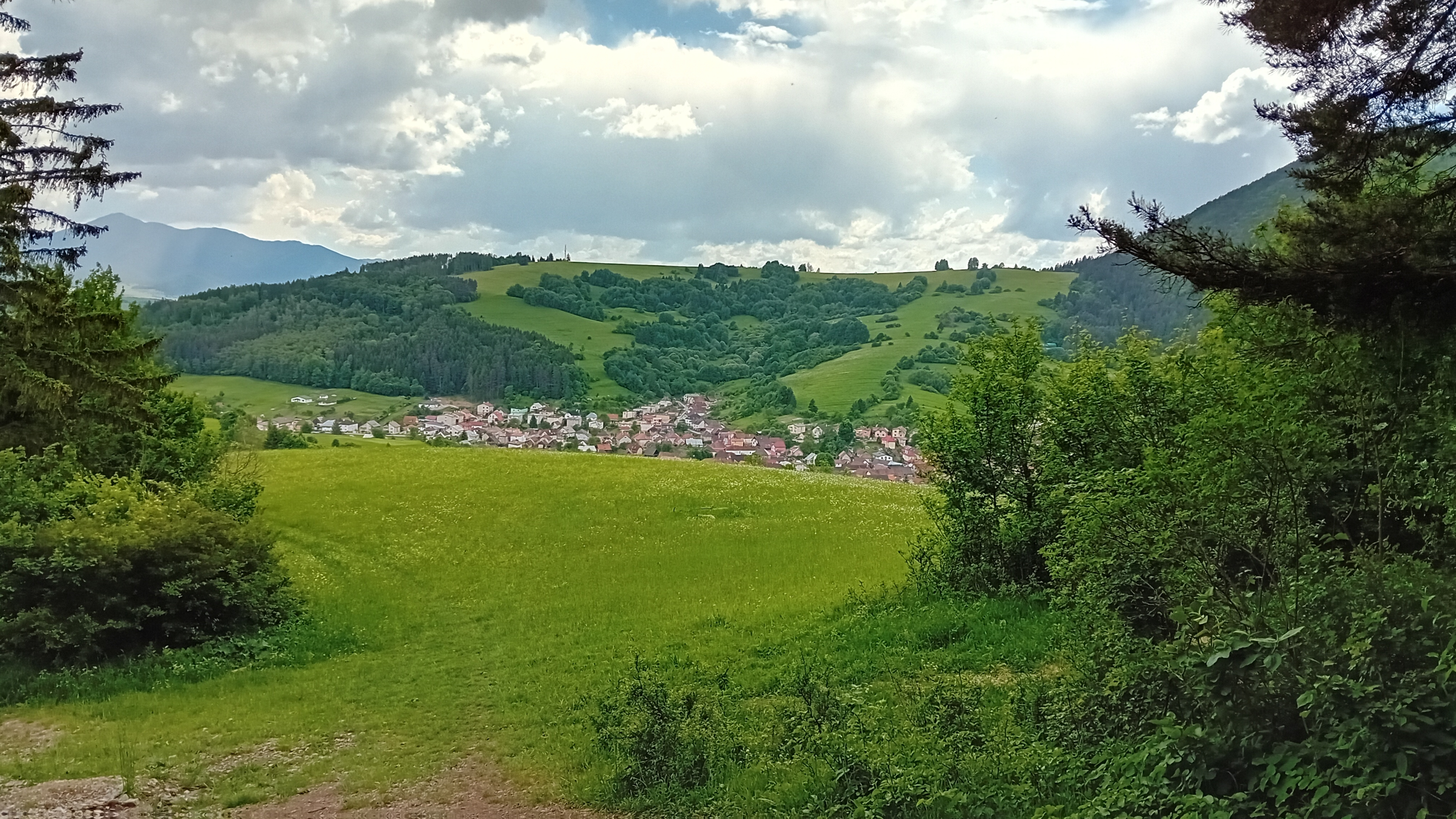
Panoramatický pohled na obec z chodníku sv. Cyrila a Metoděje
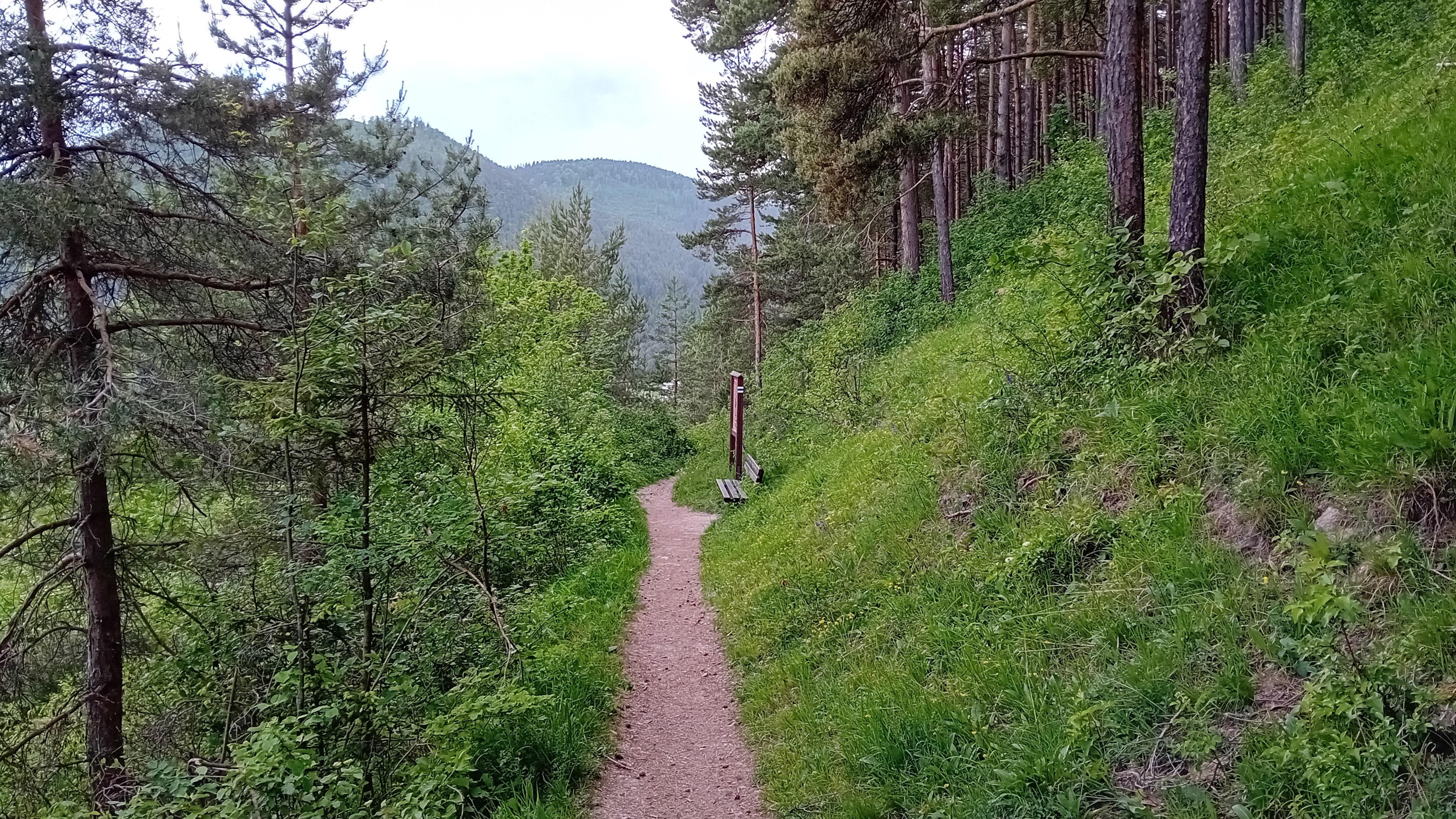
Chodník sv. Cyrila a Metoděje

## Partnerská města
- Úvalno, Česko